# 芒布雷
芒布雷（法語：Membrey，法語發音：[mɑ̃bʁɛ]）是法国上索恩省的一个市镇，属于沃苏勒区。

## 地理
芒布雷（47°35'29"N, 5°44'36"E）面积11.01 平方千米，位于法国勃艮第-弗朗什-孔泰大區上索恩省，该省份为法国东部内陆省份，北起顺时针与孚日省、贝尔福地区省、杜省、汝拉省、科多尔省和上马恩省接壤。
与芒布雷接壤的市镇（或旧市镇、城区）包括：拉翁库尔、勒科洛涅、坦塞和蓬特勒博、韦特、韦莱克松-克特雷和沃代、瑟沃-莫泰。

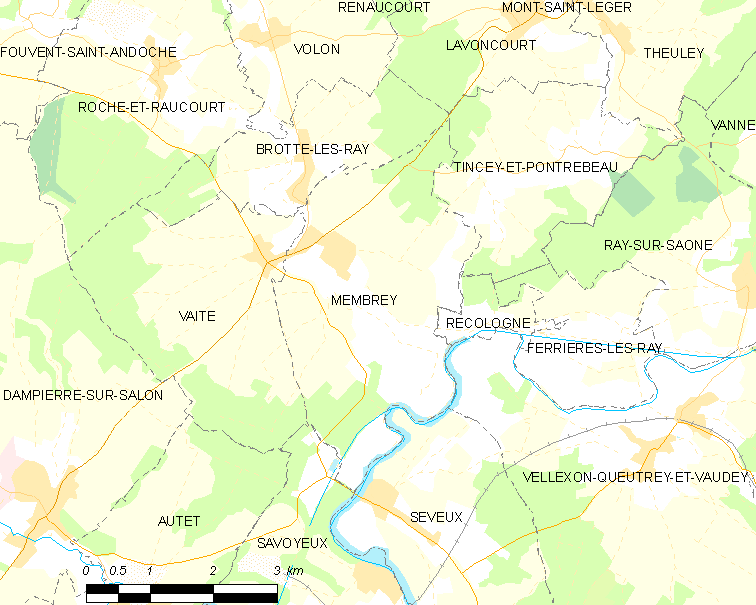
芒布雷的OSM定位图

芒布雷的时区为UTC+01:00、UTC+02:00（夏令时）。

## 行政
芒布雷的邮政编码为70180，INSEE市镇编码为70340。

## 政治
芒布雷所属的省级选区为萨隆河畔当皮埃尔县。

## 人口

1962-2008年间芒布雷人口变化图示

芒布雷于2022年1月1日时的人口数量为215人。